# Europiella artemisiae
Europiella artemisiae ist eine Wanzenart aus der Familie der Weichwanzen (Miridae).

## Merkmale
Die Wanzen werden 2,7 bis 3,4 Millimeter lang. Die Arten der Gattung Europiella sind kleine, blass braun-grau gefärbte und mit blassen Haaren versehene Weichwanzen. Die Basis des Cuneus der Hemielytren ist blass und die Sporne der Schienen (Tibien) entspringen aus schwarzen Punkten. Man kann sie von den ähnlichen Arten der Gattung Psallus durch ihr schwarzes erstes Fühlerglied unterscheiden. Man kann die Art von Europiella decolor morphologisch nicht sicher abgrenzen, diese ähnliche Art ist jedoch in der Regel blasser gefärbt als Europiella artemisiae. Die Grundfarbe der Tiere variiert von grau-weiß bis nahezu schwarz.

## Vorkommen und Lebensraum
Die Art ist fast in der gesamten Paläarktis von Europa bis Japan und auch in Nordamerika verbreitet. In Deutschland und Österreich ist sie weit verbreitet und häufig und kann stellenweise sogar sehr häufig sein. Besiedelt werden trockene bis leicht feuchte, offene Lebensräume.

## Lebensweise
Die Wanzen leben an Artemisia-Arten, insbesondere auf Beifuß (Artemisia vulgaris), Feld-Beifuß (Artemisia campestris), Wermutkraut (Artemisia absinthium) und Strand-Beifuß (Artemisia maritima). Sie saugen sowohl an den unreifen Reproduktionsorganen, als auch an den vegetativen Teilen der Pflanzen. Pro Jahr treten zwei Generationen auf. Die Adulten der ersten treten ab Anfang Juni, die der zweiten von Ende Juli bis Anfang August auf und können bis in den Oktober beobachtet werden.

## Belege